# Renault 30
Der Renault 30 (kurz R30) ist ein Fahrzeug der oberen Mittelklasse, das Renault von Februar 1975 bis Januar 1984 produzierte. Er wurde im März 1975 auf dem Genfer Auto-Salon vorgestellt – zeitgleich mit dem Peugeot 604, der denselben Motor nutzte – und markierte Renaults erstes eigenständiges Sechszylindermodell nach dem Zweiten Weltkrieg. 
Baugleich mit dem Renault 20, unterschied er sich durch leistungsstärkere Motoren und gehobenere Ausstattung. Renault positionierte den R30 als „Wagen für viel fahrende Manager und Unternehmer“, während der R20 für preisbewusste Kunden mit ähnlichem Design, aber kleinerem Motor gedacht war.

## Modellgeschichte

### Entwicklung
Die Entwicklung des Renault 30 begann Ende der 1960er-Jahre als Projekt P127, ursprünglich mit einem V8-Motor geplant, um Renaults Programm mit einem Oberklassefahrzeug zu ergänzen. Nach dem Aus der Frégate 1960 fehlte Renault ein Modell im oberen Segment; die Renault 16 positionierte sich darunter und konnte deren Erbe nur teilweise antreten. Ein neues Modell von Grund auf zu entwickeln war kostenintensiv, weshalb Renault am 22. April 1966 die Joint-Venture „FM Mécanique“ mit Peugeot in Douvrin gründete, um Motoren gemeinsam zu entwerfen. Zunächst wurde überlegt, die neue Oberklasse unter einer anderen Marke wie Salmson (seit 1957 im Besitz von Renault) zu vermarkten oder hydropneumatische Federungen à la Citroën DS einzusetzen. 1967 baute Amédée Gordini einen 3-Liter-V8, der 1968 in den Prototyp „Proto H V8“ – eine große Schräghecklimousine – integriert wurde. Dieser bildete die Grundlage für das spätere Projekt 127.
Die Ölkrise 1973/74 zwang Renault, den V8 und die teuren Federungen aufzugeben. Stattdessen entstand der PRV-Motor – ein V6 mit 2664 cm³, entwickelt mit Peugeot und Volvo, der aus einem V8-Design durch Entfernen zweier Zylinder hervorging. Anders als Konkurrenten wie BMW 2500 oder Mercedes-Benz 250 W114 (drei Volumen, Hinterradantrieb) setzte Renault auf ein Schrägheck-Design nach dem Vorbild des Proto H V8, entworfen von Gaston Juchet. Es zielte auf Funktionalität statt Prestige ab und sprach Kunden an, die dezenten Sechszylinder-Komfort suchten.

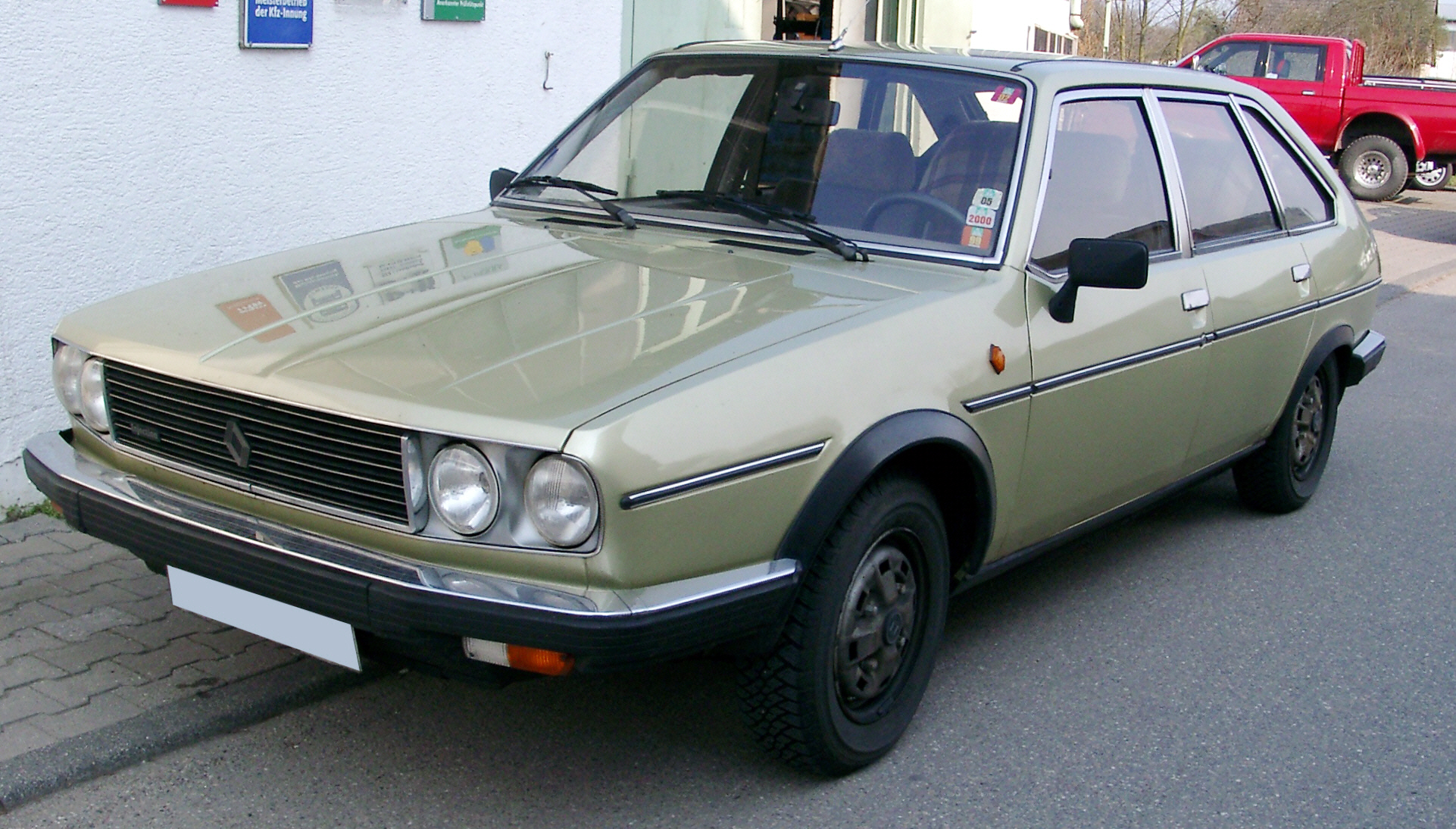
Renault 30 TX (1980)
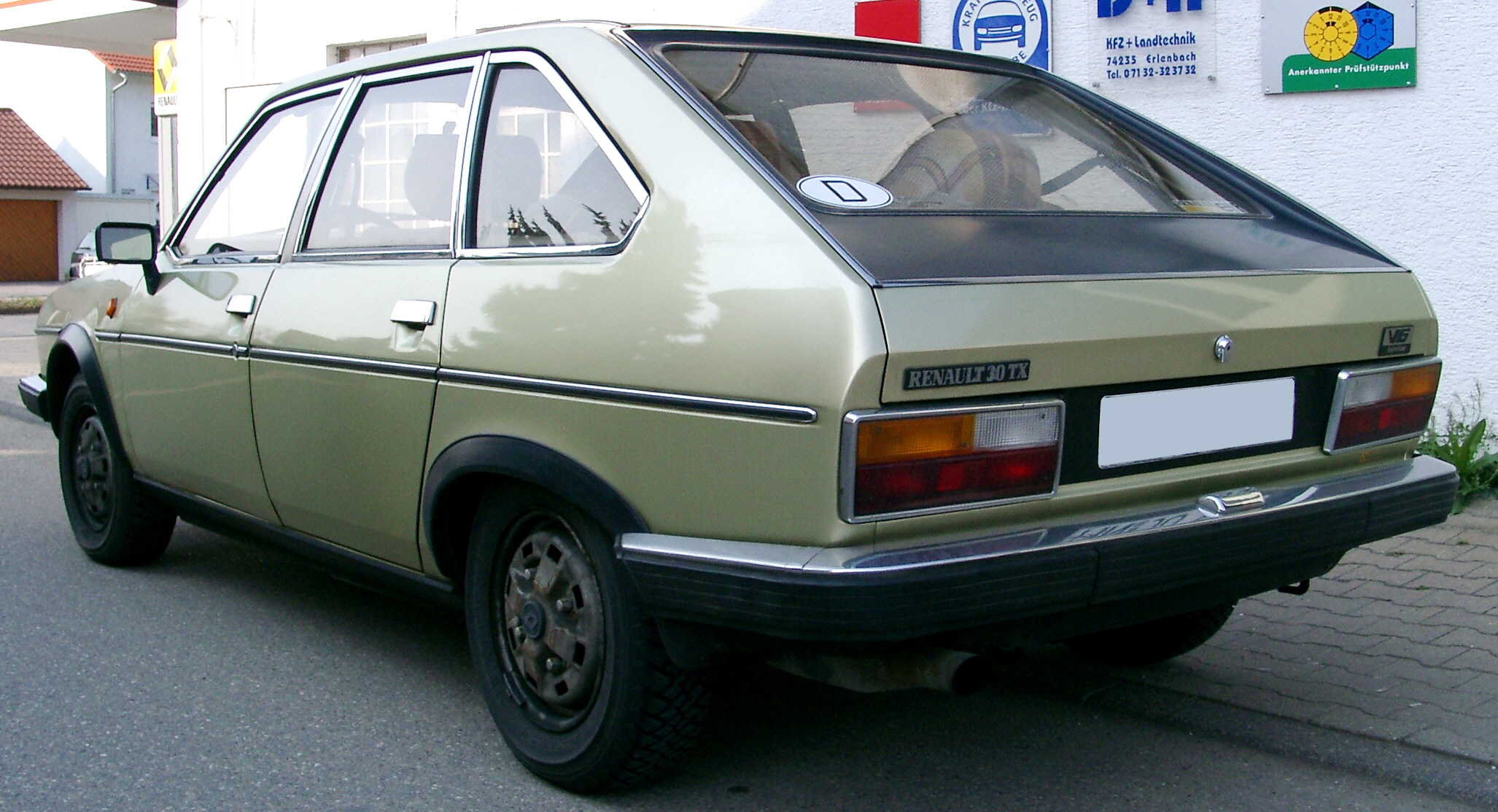
Heckansicht
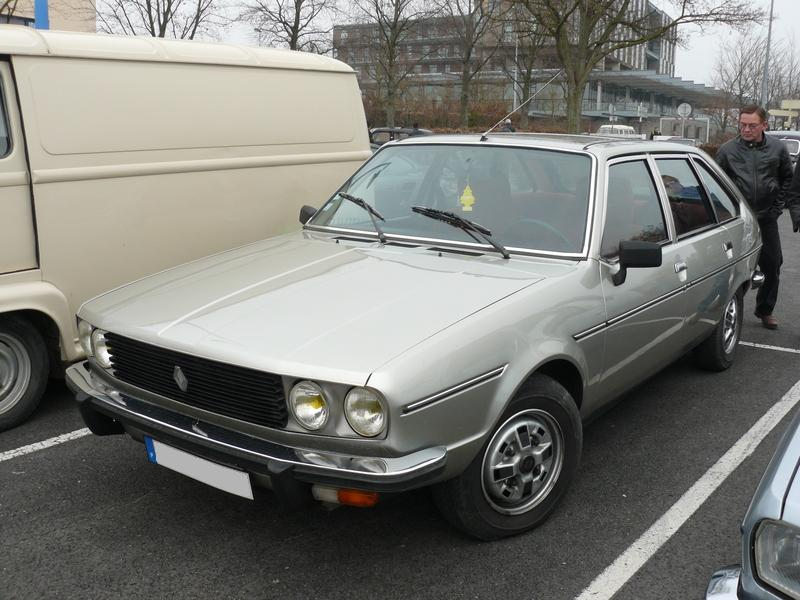
Renault 30 V6
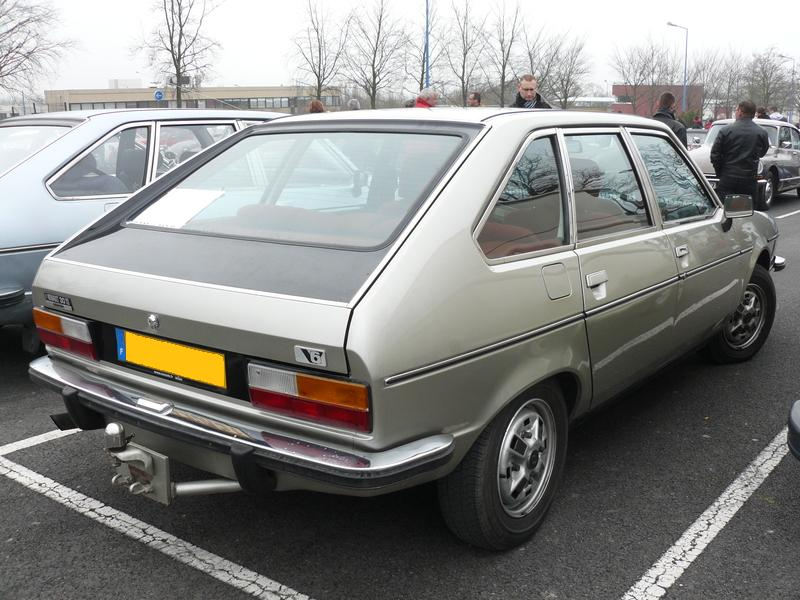
Heckansicht
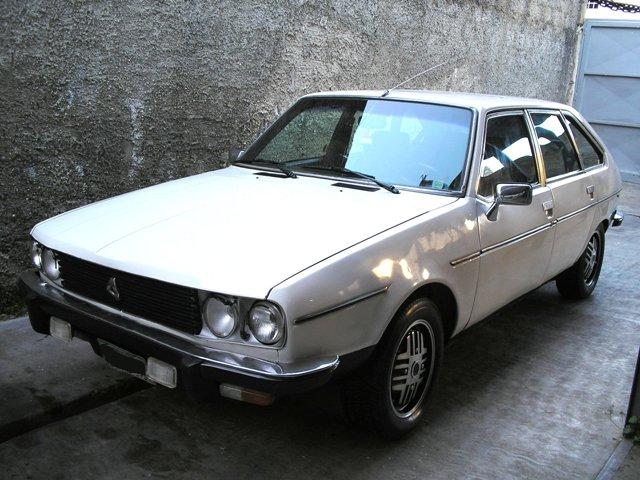
Renault 30 TS

### Produktion und Markt
Zwischen 1975 und 1983 wurden im Werk Sandouville bei Le Havre etwa 145.000 Einheiten gebaut, davon etwa 18.000 für Deutschland. Die Markteinführung im März 1975 auf dem Genfer Auto-Salon war Renaults erster Nachkriegs-Sechszylinder. Der R30 blieb jedoch hinter den Erwartungen zurück: Die Ölkrise traf die V6-Versionen hart, und das ungewöhnliche Schrägheck im E-Segment wurde skeptisch aufgenommen. Dennoch wurde er in Frankreich prominent: François Mitterrand nutzte ihn ab 1979 für Wahlkampagnen und von 1981 bis 1983 als Regierungsfahrzeug im Élysée-Palast neben der Citroën CX. Ende 1983 endete die Produktion zugunsten des moderneren Renault 25, der ein tricorps-Design einführte.

## Technische Merkmale

### Motoren
Der R30 debütierte mit dem PRV-V6 (2664 cm³), zunächst mit einem Doppel- und einem Einfachvergaser (131 PS bei 5500/min), ab 1977 nur mit Doppelvergaser (125 PS bei 5000/min), und ab 1978 als TX mit Bosch K-Jetronic-Einspritzung (142 PS bei 5500/min). 1981 ergänzte der 2,1-Liter-Turbodiesel (2068 cm³, 85 PS bei 4250/min, Typ J8S-852-10) die Palette – ein Vierzylinder mit Ladeluftkühler und Garrett-Turbo, auch im R20 Turbo D eingesetzt. Der V6 kam mit 4-Gang- (später 5-Gang-) Handschaltung oder 3-Gang-Automatik, der Diesel mit 5-Gang-Schaltung. Eine Trockenkupplung verband Motor und Getriebe.

### Fahrwerk und Aufbau
Der R30 hatte Vorderradantrieb mit einem überhängenden Motor vor der Vorderachse. Das Fahrwerk mit vier unabhängigen Rädern nutzte vorn MacPherson-Federbeine mit Schraubenfedern und Stabilisator, hinten Dreieckslenker mit Quer- und Längslenkern, tief liegenden Federn und Teleskopstoßdämpfern für einen niedrigen Schwerpunkt. Rundum Scheibenbremsen mit Bremskraftverteiler und eine servounterstützte Zahnstangenlenkung komplettierten das Setup. Die Karosserie (400 Liter Kofferraum, erweiterbar auf 1200 Liter durch Hochklappen der Rückbank) war einfacher als die 4,68 m langen Mercedes 280 W114, aber imposant.

### Besondere Technik
Die Vergaser-Version hatte einen unterdruckgesteuerten Registervergaser, der zweistufig bei Volllast öffnete, und eine Zündung mit zwei Kreisen (je zwei Spulen und Unterbrecher). Der Leichtmetallbau (Druckgussgehäuse, Zylinderköpfe) sparte Gewicht. Sicherheitsstudien wie der BRV-Prototyp von 1974 führten zu verstärkten Längs- und Querträgern, Türschutzleisten und zwei Stahlstreben hinter den vorderen Federbeinen, die bei Frontalcrashs das Eindringen ins Cockpit verhinderten. Drei Querstreben im Dach steigerten die Steifigkeit.

### Design
Äußerlich übertrug die R30 die Renault 16-Ideen in ein höheres Segment: Doppelrundscheinwerfer, tief liegende Blinker unter dem Stoßfänger und eine schlichte Seitenlinie mit drei Fenstern prägten das Bild. Eine Zierleiste an den Türgriffen schuf einen eleganten Lichtkontrast, die stark geneigte C-Säule und horizontale Rückleuchten betonten die Heckklappe. Innen bot der R30 Platz, eine Armaturentafel mit vier Rundinstrumenten (Tachometer, Drehzahlmesser, Uhr, Tank-/Öl-/Batterieanzeige) und zahlreiche Warnleuchten (z. B. für offene Türen). Die Vordersitze ließen sich zu Liegeflächen umklappen, doch die Materialien wirkten billig – ein optionaler Ledersitz-Paket hob den Luxus.

## Ausstattung und Varianten

### R30 TS (1975–1981)
Der R30 TS (R1273, später R1275) startete mit Servolenkung, elektrischen Fensterhebern vorn und Zentralverriegelung. Ab 1977 kamen graue Scheinwerferrahmen, neue Griffe und verchromte Rücklichtrahmen; 1978 Rücksitz-Kopfstützen. Der variable Kofferraum (bis über 1500 Liter) und die verschiebbare Rückbank übernahmen Renault 16-Ideen. 1976 wurde der Einfachvergaser gestrichen, die Leistung sank auf 125 PS, der Verbrauch blieb hoch (5,5 km/l auf Autobahnen).

### R30 TX (1978–1983)
Die TX (R1278), 1978 auf dem Pariser Autosalon vorgestellt, brachte K-Jetronic (142 PS), Leichtmetallfelgen, ein elektrisches Schiebedach, Vierfensterheber, Lederlenkrad und Velourssitze. Ein „Normalur“-System (Tempomat/Geschwindigkeitsbegrenzer) und ein optionaler Sagem-Bordcomputer ergänzten die Ausstattung. 1981 kamen größere Stoßfänger, eine Chromcalandre und ein neues Interieur; die TS-Version entfiel. Trotz der zweiten Ölkrise 1979 war die TX beliebter als die TS.

### R30 TurboD (1981–1983)
Die TurboD (R1270) mit 2,1-Liter-Turbodiesel (85 PS) und 5-Gang-Getriebe richtete sich ab Juli 1981 an Vielfahrer. Sie nutzte 13-Zoll-Alufelgen vom Renault 18 Turbo und bot TX-ähnliche Ausstattung. 1983 kamen Heckspoiler und Heckscheibenwischer hinzu. Gleichzeitig wurde die TS eingestellt.

### Sicherheit
Die Karosserie bot Knautschzonen, Seitenaufprallschutz und eine steife Zelle. Ab 1982 verbesserte die Kataphorese den Rostschutz – frühere Modelle waren rostanfällig und sind selten erhalten.

### Export
Eine US-Version des R30 TS V6 wurde 1976–1979 in Kanada verkauft (426 Stück), blieb aber erfolglos.

## Kulturelle Relevanz
Der R30 erschien in Filmen wie „La Zizanie“ (1978, Louis de Funès), „L’Homme qui aimait les femmes“ (1977, Nelly Borgeaud), „Le Choix des armes“ (1981, Yves Montand) und „L’Affaire Farewell“ (2009). In „Maigret et le Clochard“ (1982) fuhr der Kommissar einen TX.

## Technische Daten
| Modell          | Projektbezeichnung | Motor      | Hubraum cm³ | Kraftstoffversorgung                         | Leistung PS/Umin | Drehmoment Nm/Umin | Getriebe/ Anzahl Gänge | Leergewicht (kg) | Höchstgeschwindigkeit (km/h) | Verbrauch (l/100 km) | Produktionsjahre | Preis bei Markteinführung |
| Benzinversionen |                    |            |             |                                              |                  |                    |                        |                  |                              |                      |                  |                           |
| 30 TS           | R1273              | Z7V        | 2664        | 1 Doppelvergaser + 1 Einfachvergaser         | 131/5500         | 201/2500           | M/4                    | 1320             | 185                          | 11,6                 | 03/1975–07/1976  | 49.800                    |
| 30 TS           | R1275              | Z7V        | 2664        | 1 Doppelvergaser                             | 125/5000         | 204/2500           | M/4                    | 1318             | 177                          | 11,6                 | 08/1976–07/1981  | -                         |
| 30 TX           | R1278              | Z7V        | 2664        | Bosch K-Jetronic Einspritzung                | 142/5500         | 219/3000           | M/5                    | 1340             | 188                          | 12,8                 | 10/1978–12/1983  | 57.000                    |
| Dieselversionen |                    |            |             |                                              |                  |                    |                        |                  |                              |                      |                  |                           |
| 30 Turbo D      | R1270              | J8S-852-10 | 2068        | Turbodiesel Einspritzung mit Ladeluftkühlung | 85/4250          | 181/2000           | M/5                    | 1255             | 160                          | 8,1                  | 07/1981–12/1983  | -                         |

## Produktion und Nachfolge
Von den etwa 145.000 produzierten R30 wurden etwa 12 % nach Deutschland exportiert. Schwierigkeiten wie die Ölkrisen, das ungewohnte Schrägheck und der schwache PRV-Motor (nicht konkurrenzfähig zu Ford Granada, Opel Commodore, Mercedes-Benz 123) bremsten den Erfolg. 1976 ergänzte die günstigere Renault 20 mit Vierzylindern das Programm. Ende 1983 endete die Produktion. 1984 übernahm der neuentwickelte Renault 25 die Position des R30.
| 1975   | 1976   | 1977   | 1978   | 1979   | 1980   | 1981   | 1982   | 1983  |
| 17.474 | 32.485 | 22.515 | 19.963 | 22.438 | 11.521 | 12.695 | 15.586 | 5.516 |